# Julián Marías
Julián Marías Aguilera, född 17 juni 1914 Valladolid Spanien, död 15 december 2005 i Madrid, var en spansk filosof.